# ديفيد بيركوفيتس
ديفيد بيركوفيتس (بالإنجليزية: David Berkowitz)‏ هو لاعب الجسر ‏ أمريكي، ولد في 23 نوفمبر 1949.